# Papež Benedikt III.
Benedikt III., papež Rimskokatoliške cerkve; * okrog 810 Rim (Papeška država, Frankovsko kraljestvo); † 17. april 858 Rim ( Papeška država, Italija, Sveto rimsko cesarstvo).

## Življenjepis

### Anastazij Knjižničarse polasti papeštva
Izvolitev učenega in asketskega Rimljana, Benedikta, Petrovega sina, je bila povezana s hudimi nemiri in neredi. 
Takoj po Leonovem pogrebu so Rimljani že 26. julija 855 enoglasno izvolili njegovega naslednika, kardinala- duhovnika pri cerkvi svetega Kalista. K cesarju so poslali anagnijskega škofa Nikolaja in vojaškega poveljnika Merkurija (Mercurius) zaradi potrditve volitev; kljub temu je zasedel za nekaj dni papeški prestol protipapež. Kako se je to zgodilo? Gubbijski škof Arzenij, ki ga je podpirala Frankom naklonjena stranka, je dal rimske poslance ujeti; svojega sorodnika, pregnanega bivšega kardinala Anastazija je prepeljal v Rim. Cesarjevo odposlanstvo, ki je takrat že prispelo v Horto, je obvestil, da so Rimljani izvolili za papeža Anastazija. Med tem se je Anastazij polastil Lateranske palače in se dal umestiti za papeža. Benedikta je dal zapreti v ječo ter uničil sliko, ki je prikazovala sinodo, ki ga je obsodila. Ko sta cesarjeva odposlanca grof Adalbert in Bernard prispela v Rim, sta videla, kako grdo ju je Arsenij izigral. Rimljani so Frankom navkljub vztrajali poleg svojega izvoljenca in osvobodili Benedikta ter ga 29. septembra 855 tudi ustoličili. 
Temu je sledil ganljiv dogodek. Anastazij in njegovi pristaši so od zakonitega papeža kleče prosili odpuščanja, ki se jih je usmilil in vse obhajal kot laike. Anastazija je postavil za opata v samostanu, ki je pripadal cerkvi Santa Maria in Trastevere.
S tridnevnim papežem pa se bomo srečali še pri naslednjih papežih, ki jim je bil v vsestransko pomoč. 

### Delovanje
Benedikt je ob pomoči odličnega svetovalca, kasnejšega papeža Nikolaja I., Cerkev vodil mirno in modro: brez sporov s cesarjem je krepil zunanjo moč papeštva, pa tudi v notranjih cerkvenih zadevah je uveljavil svojo avtoriteto, kar se je posebej pokazalo v odnosu do carigrajskega patriarha Ignacija in do mogočnega nadškofa Hinkmarja iz Reimsa. V Rimu je obnovil številne cerkve, zlasti še baziliki svetega Petra in svetega Pavla, ki so ju bili izropali Saraceni 846. leta.

### Dela
- Benedikt je bil človek, ki je kot mlad študent vpijal znanje kot goba. Pod svetim  Leonom  je postal kardinal. Čeprav je bil blag človek, je sprejemal tudi odločne ukrepe, če je bilo to potrebno za krepitev nravnosti. Pretreslo ga je porazno versko in moralno stanje v  frankovskih kraljestvih . Pod  Karlovimi   nesposobnimi potomci   se je razpasla anarhija. Benedikt je v pismu grajal francoske škofe, ker so ob teh neredih molčali.

- Očital je tudi cesarju Lotarju , ker si je vzel za priležnico Ingeltrudo , ženo italijanskega grofa Bosa . Ker je to povzročilo mednarodno pohujšanje, jo je papež izobčil.

- Več tolažbe mu je prinesel obisk zahodno-saksonskega  kralja  Etelvulfa (Ethelwulf) z njegovim mladim sinom Alfredom . Ne le, da sta mu prinesla veliko darov, ampak je papežev blagoslov vplival na vse njegovo prihodnje delovanje.

- Benedikt je izdal predpis, da se morajo v Rimu udeležiti duhovniškega pogreba papež in vsi duhovniki.

## Krščanstvo vKarantanijiinPanoniji
V Karantaniji so v devetem in do polovice desetega stoletja Modestovo delo nadaljevali pokrajinski škofje »za Slovane«, sicer pa se je težišče salzburškega misijonskega delovanja preneslo v Spodnjo Panonijo. Knez Pribina (800-861) je okoli 840 dobil v fevd del Panonije zahodno od Blatnega jezera. Leta 847 ga je kralj Ludvik Nemški (804-876) postavil za mejnega grofa v Spodnji Panoniji. Pribina si je močno prizadeval za utrditev krščanstva in ureditev cerkvene organizacije v svoji deželi. Salzburški nadškof Liupram je večkrat obiskal Panonijo in tam posvetil vsaj pet cerkva, med njimi dve v  Blatogradu (Blatograd=Blatenski kostel, danes Zalavár). Prvo cerkev so zgradili 850 in jo je posvetil v čast Device Marije že omenjeni nadškof. 
Poleg tega je bilo v Pribinovem času posevečenih še štirinajst drugih cerkva. Do Pribinove smrti se je krščanstvo med Slovenci v Spodnji Panoniji že kar precej okrepilo.

## Smrt
Benedikt je umrl 17. aprila 858 v Rimu. 
Pokopan je v Baziliki svetega Petra v Vatikanu in je bil pokopan blizu vhodnih vrat.

### Ocena
Večina virov meni, da je škof Arsenij z lepimi besedami in obljubami pregovoril poslance, da so pred cesarjem lagali o izvolitvi v prid Anastazija in da pri tem ni uporabil sile. 

### Legenda
V to obdobje spada tudi legenda o papežinji Ivani .